# Cotton (Jpop)
Pour les articles homonymes, voir Cotton.
Cotton est un groupe féminin de J-pop, actif en 1990 et 1991, composé de trois idoles japonaises : Hiroko Fukuda, Tomomi Taniuchi, et Yuki Okada ; cette dernière est remplacée en 1991 par Saori Kotzuka. Toutes ont été sélectionnées à l'occasion des concours de beauté Miss Momoco Club Grand Prix.

## Membres
- Hiroko Fukuda (福田浩子, Fukuda Hiroko?, née le 14 mars 1975)
- Tomomi Taniuchi (谷内智美, Taniuchi Tomomi?, née le 26 octobre 1973)
- Yuki Okada (岡田有紀, Okada Yuki?, née le 17 février 1974) ; quitte en 1991.
- Saori Kotzuka (小塚さおり, Kotzuka Saori?, née le 9 octobre 1975) ; remplace Yuki Okada en 1991.

## Discographie
Singles
Album

## Liens
- (en) Fiche sur idollica